# イスタンブールの地下宮殿

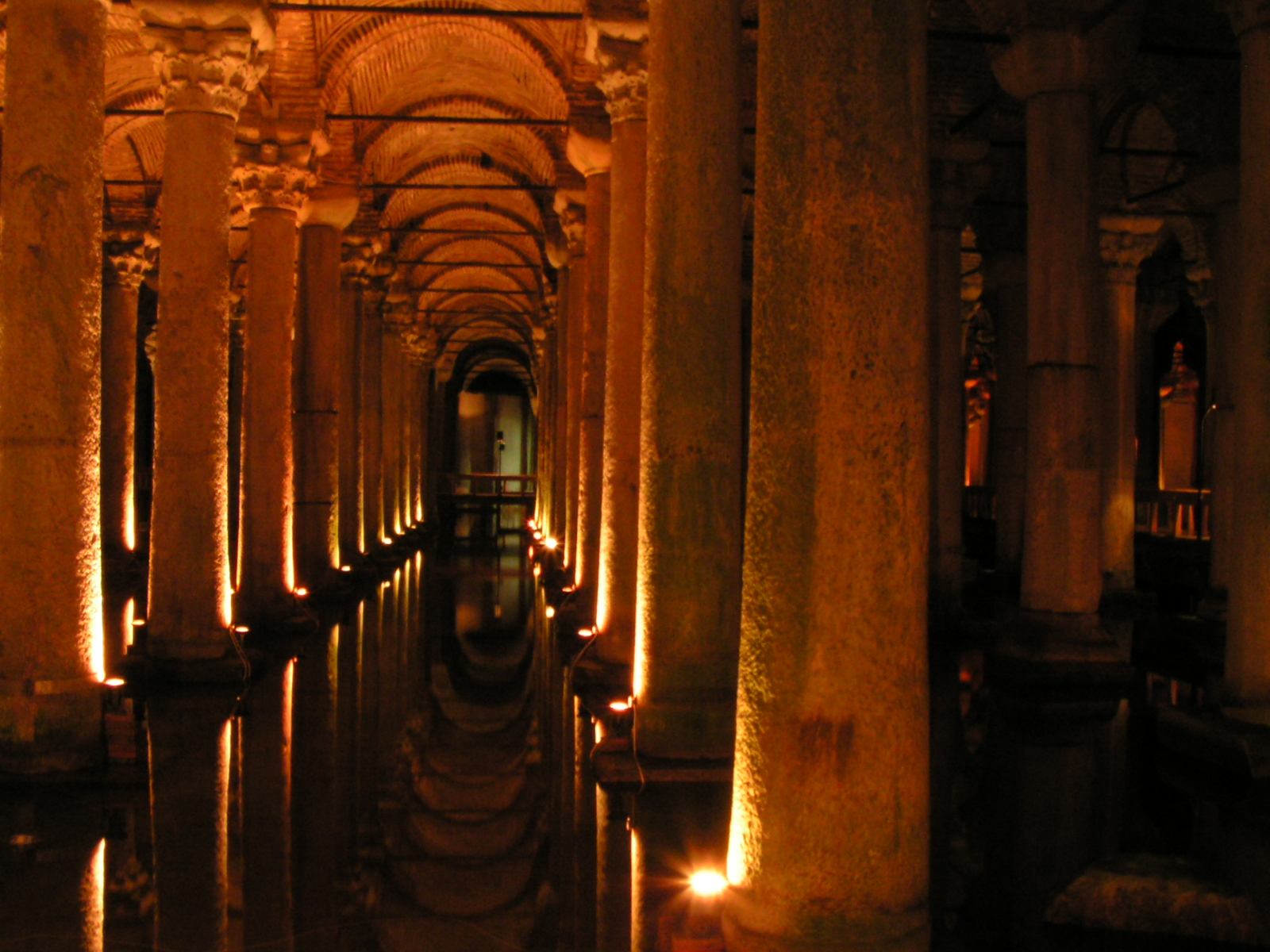
地下宮殿

地下宮殿（ちかきゅうでん）の通称で知られるバシリカ・シスタン (Basilica Cistern) は、トルコ共和国のイスタンブールにある東ローマ帝国の大貯水槽。トルコ語では「地下宮殿」を意味するイェレバタン・サラユ (Yerebatan Sarayı) 、あるいは「地下貯水池」を意味するイェレバタン・サルヌジュ (Yerebatan Sarnıcı) という名前で呼ばれている。
現存する東ローマ帝国の貯水池としては最大のものである。現在は一般にも公開され、イスタンブール歴史地域として世界遺産にも登録されている。

## 概説
この大会堂規模の大きさを持つ貯水池は、東ローマ帝国の皇帝ユスティニアヌスによって建設されたものである。かつてここには柱廊によって囲まれた中庭を有するフォルムのような空間があり、裁判や商業活動に利用されていた。ユスティニアヌス帝はこれを解体し、最も南にあった柱廊の部分を掘り下げて、この貯水槽を設置した。
貯水槽は長さ138m・幅65mの長方形の空間で、高さ9m、1列12本で28列、合計336本の大理石円柱を備え、それぞれが煉瓦造の交差ヴォールトを支える。これによって78,000m3の水を貯えることができる。円柱のうち、98本は5世紀に流行したアカンサス柱頭を備えたもので、おそらく流行遅れの在庫処分品であったらしい。このほかにも、目玉飾りで覆われた柱身や、メデューサの顔が彫られた古代の石塊を土台にするなど、特に美的効果を必要としなかったために半端な材料が用いられた。壁体は、水を通さない特殊なモルタルでおおわれた厚さ4mの耐火レンガの壁に囲まれている。コンスタンティノポリスの給水については不明な点が多く、この貯水池の水がどこからやってきたのかについては明確ではない。おそらく街の北19kmにあるベルグラードの森から供給されたと考えられるが、現在残る水路はオスマン帝国によって作られたもので、「ユスティニアヌスの水道橋」と呼ばれるものも16世紀に創られたものである。
この貯水池は、ジェームズ・ボンドの映画『007 ロシアより愛をこめて』の撮影場所として使われた。その後、補修作業を行った後に1980年から一般公開された。

## ギャラリー

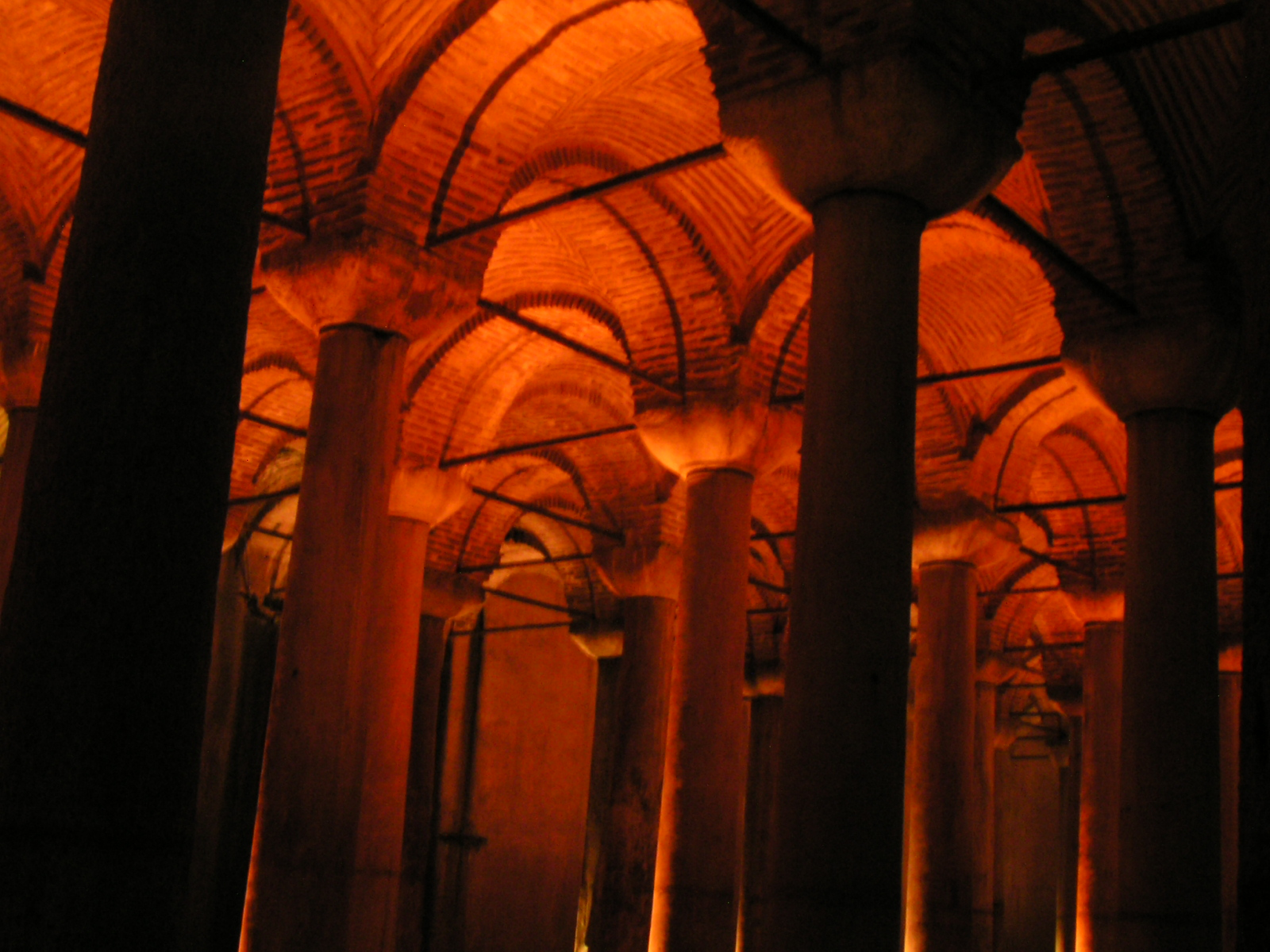
地下宮殿の天井
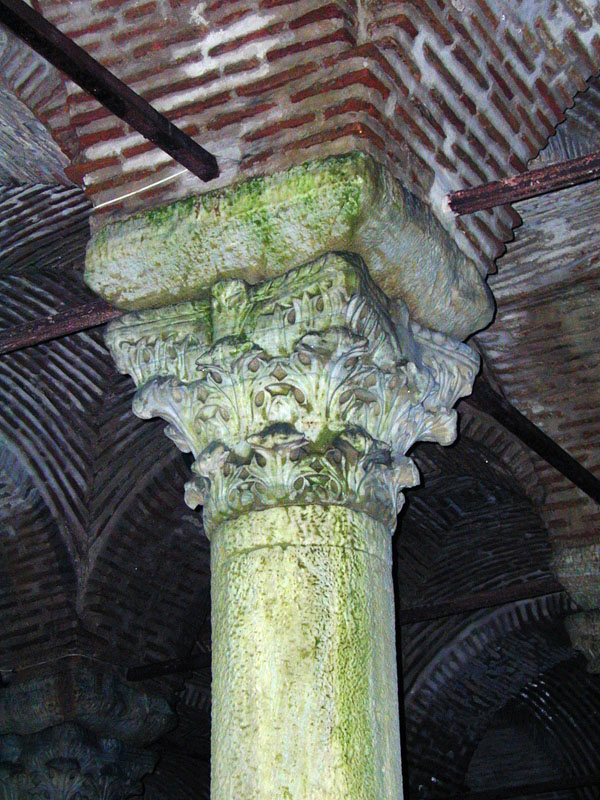
大理石柱の装飾
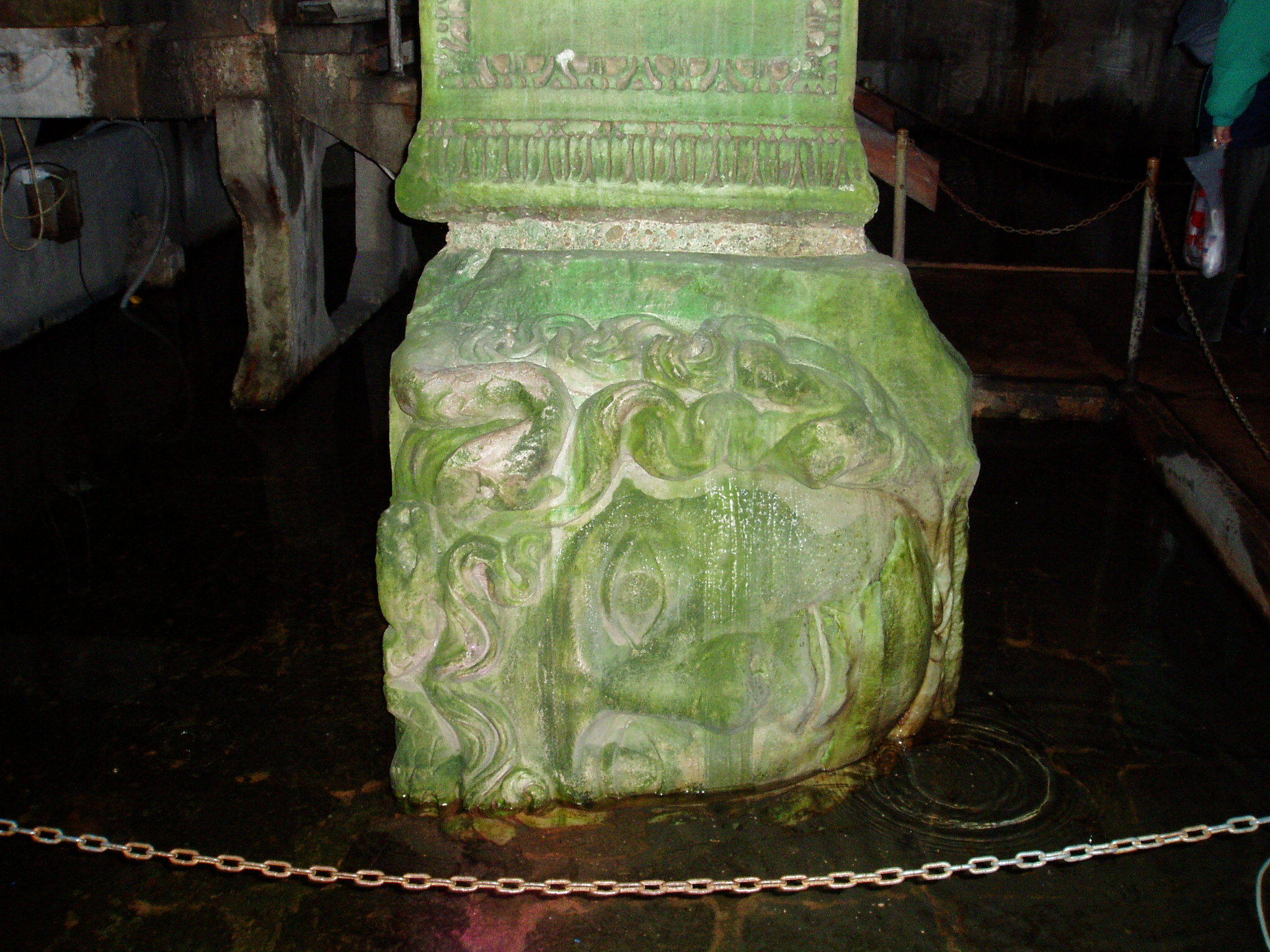
メデューサの頭1
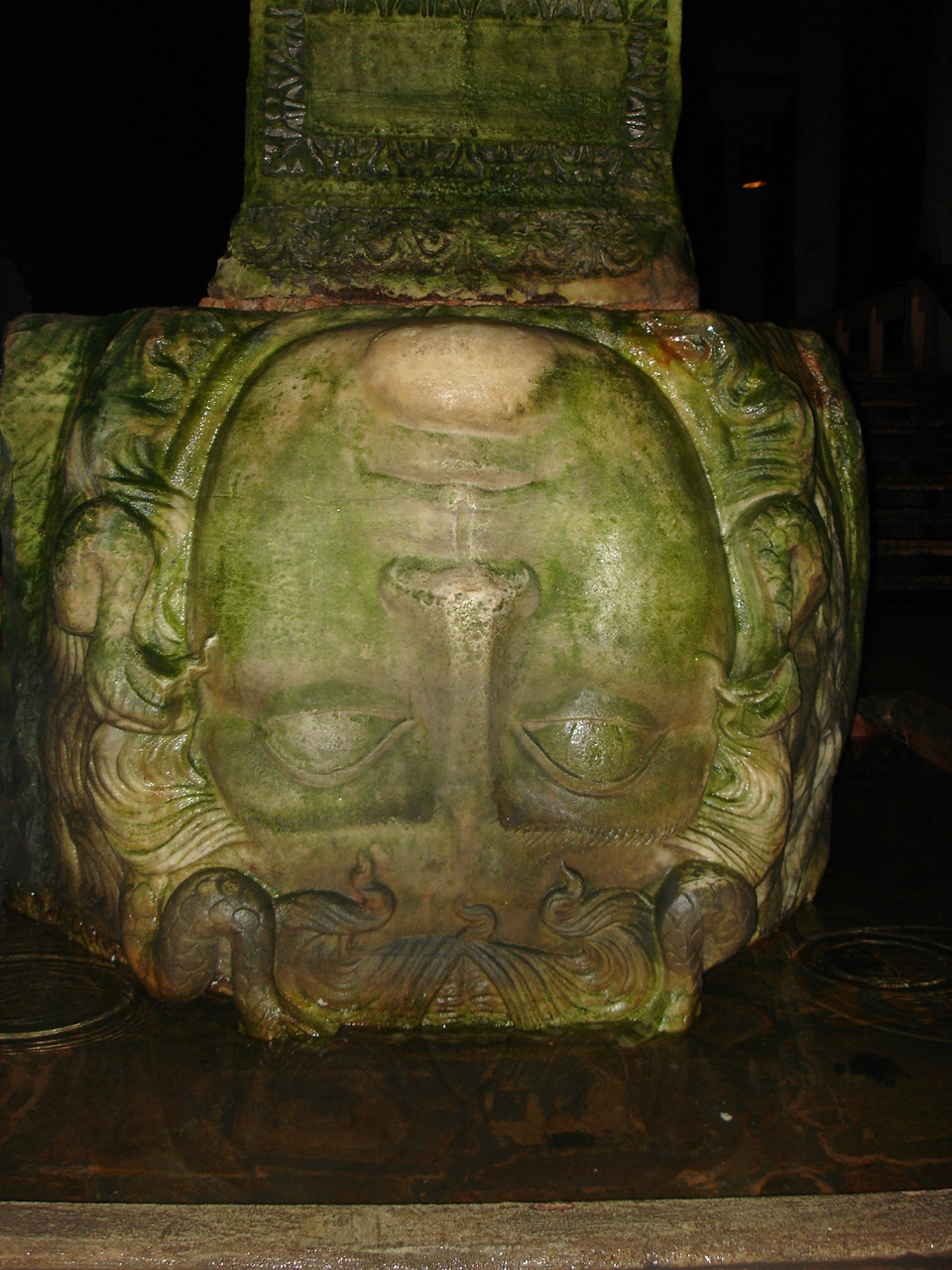
メデューサの頭2